# Zostérops d'Annobon
Zosterops griseovirescens
Espèce
Statut de conservation UICN

LC : Préoccupation mineure
Le Zostérops d'Annobon (Zosterops griseovirescens) est une espèce d'oiseaux de la famille des Zosteropidae. Il est endémique d'Annobón, une île du golfe de Guinée. Il demeure assez méconnu.

## Dénomination
Le nom Zostérops est issu du grec ζωστήρ (zoster) signifiant « ceinture » et ὤψ (ops) signifiant « œil », en référence au cercle blanc  qui entoure ses yeux. Le qualificatif « d'Annobon » se réfère à l'île d'Annobón dont il est originaire, tandis que l'épithète griseovirescens se réfère simplement à sa couleur gris-vert.

## Description
Le Zostérops d'Annobon mesure environ 12 cm, pour un poids aux alentours de 11 g. Il possède une tête et un dos gris-olive, avec des lores noirs parfois surmontés d'une ligne couleur crème. Son œil est brun clair, entouré du cercle blanc caractéristique des zostérops. Ses dessous sont plutôt jaune pâle, avec des flancs bruns et une croupe jaunâtre ; ses ailes sont brun sombre et ses pattes sont gris-brun. La femelle est identique au mâle.
Son chant est décrit comme « très mélodieux ».

## Répartition et habitat
Le Zostérops d'Annobon est endémique de la petite île d'Annobón, située dans le Golfe de Guinée. On le trouve dans différents types d'habitats forestiers, occupant virtuellement toute l'île, jusqu'à son sommet.

## Écologie et comportement

### Alimentation
Le Zostérops d'Annobon se nourrit principalement de petits insectes, typiquement des fourmis ; il peut également consommer des graines. Il se nourrit généralement près du sol, en paires ou groupes pouvant atteindre la dizaine d'individus.

### Reproduction
La saison de reproduction s'étend d'octobre à février. Son nid est un petit bol fait d'herbes fines et de fibres. Il y pond deux œufs de couleur blanche. Le reste des détails de sa reproduction n'est pas connu.

## Systématique
Le Zostérops d'Annobon a été décrit pour la première fois par José Vicente Barbosa du Bocage en 1893.
Il est actuellement considéré comme une espèce monotypique dans la classification de référence du Congrès ornithologique international (19 avril 2024)
Il est relativement proche du Zostérops de Fea et du Zostérops becfigue, qui vivent sur les îles proches de São Tomé et Principe.

## Le Zostérops d'Annobon et l'humain

### Conservation
Le Zostérops d'Annobon est considéré comme une « préoccupation mineure » par l'UICN (19 avril 2024), après avoir été longtemps considéré comme vulnérable ; en effet, son aire de répartition est petite et sa population mal connue, mais ne semble pas en déclin.